# Episodi di Dallas (serie televisiva 1978) (tredicesima stagione)
Questa voce contiene trame, dettagli e crediti dei registi e degli sceneggiatori della tredicesima stagione della serie televisiva Dallas.
Negli Stati Uniti d'America, è stata trasmessa per la prima volta dalla CBS dal 22 settembre 1989 all'11 maggio 1990. In Italia, questo ciclo è stato trasmesso nel corso di tre stagioni televisive, tra il 18 aprile 1990 (su Canale 5 fino al 28 novembre 1990) e il 24 novembre 1991 (su Rete 4), subito seguito (dal 1º dicembre 1991) dalla quattordicesima stagione, rendendo nulla la suspense del "cliffhanger" a conclusione della dodicesima stagione. Per celebrare il passaggio della serie da Canale 5 a Rete 4, su quest'ultimo fu trasmesso uno "Speciale Dallas Story", una maratona con il meglio del serial e interviste agli attori. Lo speciale andò in onda a rotazione il 6 ottobre 1991 dalle 24:00 alle 20:30, ora di trasmissione del primo episodio.
- Il cliffhanger di fine stagione

Alla fine di questa stagione, J.R. si affida ad una casa di cura per avere la maggioranza dei voti alla WestStar Oil, ma il suo piano fallisce quando Cally Harpere e suo figlio adottivo James Beaumont lo costringono a firmare una rinuncia alla proprietà della WestStar. In più, James distrugge i documenti per il rilascio del padre, lasciandolo rinchiuso nell'ospedale.

Risoluzione: Secondo i dottori, J.R. soffre di "paranoia" e viene messo in isolamento. L'uomo riuscirà a lasciare la casa di cura solo dopo aver stretto un patto con Cally.
| nº | Titolo originale              | Titolo italiano          | Prima tv USA      | Prima tv Italia  |
| -- | ----------------------------- | ------------------------ | ----------------- | ---------------- |
| 1  | Phantom of the Oil Rig (1)    | J.R. ci riprova          | 22 settembre 1989 | 18 aprile 1990   |
| 2  | The Leopard's Spots (2)       | Una strana cauzione      | 22 settembre 1989 | 25 aprile 1990   |
| 3  | Cry Me a River of Oil         | Un fiume di petrolio     | 29 settembre 1989 | 2 maggio 1990    |
| 4  | Ka-booooom!                   | Un socio di troppo       | 6 ottobre 1989    | 9 maggio 1990    |
| 5  | Sunrise, Sunset               | Un nuovo arrivo          | 13 ottobre 1989   | 16 maggio 1990   |
| 6  | Pride and Prejudice           | Orgoglio e pregiudizio   | 20 ottobre 1989   | 23 maggio 1990   |
| 7  | Fathers and Other Strangers   | Incidente nel Golfo      | 3 novembre 1989   | 30 maggio 1990   |
| 8  | Black Tide                    | Marea nera               | 10 novembre 1989  | 6 giugno 1990    |
| 9  | Daddy's Dearest               | Carissimo papà           | 17 novembre 1989  | 10 ottobre 1990  |
| 10 | Hell's Fury                   | L'equivoco               | 1º dicembre 1989  | 17 ottobre 1990  |
| 11 | Cally On a Hot Tin Roof       | La vendetta di Cally     | 8 dicembre 1989   | 24 ottobre 1990  |
| 12 | Sex, Lies and Videotape       | Sesso e affari           | 15 dicembre 1989  | 31 ottobre 1990  |
| 13 | A Tale of Two Cities          | James, svegliati!        | 5 gennaio 1990    | 7 novembre 1990  |
| 14 | Judgement Day                 | Il giorno del giudizio   | 12 gennaio 1990   | 14 novembre 1990 |
| 15 | Unchain My Heart              | Libera il mio cuore      | 19 gennaio 1990   | 21 novembre 1990 |
| 16 | I Dream of Jeannie            | La controfigura          | 2 febbraio 1990   | 28 novembre 1990 |
| 17 | After Midnight                | Dopo mezzanotte          | 9 febbraio 1990   | 6 ottobre 1991   |
| 18 | The Crucible                  | Il crogiolo              | 16 febbraio 1990  | 6 ottobre 1991   |
| 19 | Dear Hearts and Gentle People | Crisi coniugale          | 23 febbraio 1990  | 13 ottobre 1991  |
| 20 | Paradise Lost                 | Paradiso perduto         | 9 marzo 1990      | 20 ottobre 1991  |
| 21 | Will Power                    | La macchina della verità | 16 marzo 1990     | 20 ottobre 1991  |
| 22 | The Smiling Cobra             | L'orlo del precipizio    | 30 marzo 1990     | 27 ottobre 1991  |
| 23 | Jessica Redux                 | Il ritorno di Jessica    | 6 aprile 1990     | 27 ottobre 1991  |
| 24 | Family Plot                   | Complotto di famiglia    | 13 aprile 1990    | 6 novembre 1991  |
| 25 | The Southfork Wedding Jinx    | Regali di nozze          | 27 aprile 1990    | 6 novembre 1991  |
| 26 | Three, Three, Three, Part 1   | La trappola - Parte 1    | 4 maggio 1990     | 17 novembre 1991 |
| 27 | Three, Three, Three, Part 2   | La trappola - Parte 2    | 11 maggio 1990    | 24 novembre 1991 |

- Cast regolare[3]:
Barbara Bel Geddes (Miss Ellie Ewing)
Lesley-Anne Down (Stephanie Rogers)
Patrick Duffy (Bobby Ewing)
Kimberly Foster (Michelle Stevens)
Larry Hagman (J.R. Ewing)
Howard Keel (Clayton Farlow)
George Kennedy (Carter McKay)
Ken Kercheval (Cliff Barnes)
Sasha Mitchell (James Beaumont)
Cathy Podewell (Cally Ewing)
Charlene Tilton (Lucy Ewing)
Sheree J. Wilson (April Stevens)